# Mark Cullen (scénariste)
Pour les articles homonymes, voir Mark Cullen.
Mark Cullen (né le  22 juin 1965 à Philadelphie), est un scénariste et un producteur de cinéma et de télévision américain. Il travaille habituellement avec son frère Robb Cullen.
Mark, avec son frère Robb, a créé plusieurs séries télévisées : Hitz pour UPN, Lucky pour FX, Gary The Rat pour Spike TV et Heist pour la NBC,,. Les frères Cullen ont co-créé et produit Back in the Game sur ABC. Ils ont également écrit et produit des "pilots" pour Fox, NBC, ABC, HBO et Showtime.
Les frères Cullen ont écrit le scénario pour le film de 2010 de Kevin Smith : Top Cops, avec comme acteurs Bruce Willis, Tracy Morgan, Seann William Scott, Adam Brody et Kevin Pollak.

## Filmographie
- 2010 : Top Cops (scénario)
- 2017 : L.A. Rush (Once Upon a Time in Venice) (réalisateur, producteur, scénariste)